# Jungnjongi narusa
A Jungnjongi narusa (hangul: 육룡이 나르샤, RR: Yungnyongi nareusha), angol címén Six Flying Dragons, 2015-ben bemutatott dél-koreai televíziós sorozat, történelmi dráma Kim Mjongmin (Kim Myeong-min), Ju Ain (Yu A-in), Sin Szegjong (Sin Se-gyeong), Pjon Johan (Byeon Yo-han), Jun Gjunszang (Yun Gyun-sang) és Cshon Hodzsin (Cheon Ho-jin) főszereplésével. A sorozat a Deep Rooted Tree előzményének is tekinthető.

## A cím jelentése
A sorozat koreai címe ókoreai nyelvű, a narusja (nareushya) modern koreai megfelelője a nara oruda (nara oreuda) (날아 오르다), melynek jelentése „a magasban szárnyalni”. Így a sorozat címének jelentése „magasan szárnyaló hat sárkány”(여섯 마리의 용이 날아오르셔서).

## Történet
A sorozat a Csoszon (Joseon)-dinasztia alapítását mutatja be, a fő konfliktust Thedzsong (Taejong) király és Csong Dodzson (Jeong Do-jeon), az államszervezet megtervezője között. A király abszolút hatalmat szeretne, Csong (Jeong) viszont inkább miniszterek által irányított államot képzel el. A sorozat végigviszi a történetet egészen I Szonggje (Yi Seong-gye) korjói (goryeói) tábornok, Csoszon (Joseon) alapítójának trónra jutásától ötödik fia, Thedzsong (Taejong) trónra kerüléséig.

## Szereplők

### Főszereplők
- Kim Mjongmin (Kim Myeong-min) (김명민): Csong Dodzson (Jeong Do-jeon), konfuciánus tudós, politikus
- Ju Ain (Yu A-in) (유아인): I Bangvon (Yi Bang-won), később Thedzsong (Taejong) király
  - Nam Darum (Nam Da-reum) (남다름), gyermek I Bangvon (Yi Bang-won)
- Sin Szegjong (Sin Se-gyeong) (신세경): Puni (Bun-yi)
  - I Re (Lee Re) (이레): gyermek Puni (Bun-yi)
- Pjon Johan (Byeon Yo-han) (변요한): Ttangsze (Ddang-sae), később I Bangdzsi (Yi Bang-ji)
  - Jun Cshanjong (Yun Chan-yeong) (윤찬영): fiatal Ttangsze (Ddang-sae)
- Jun Gjunszang (Yun Gyun-sang) (윤균상): Muhjul (Mu-hyul), Thedzsong (Taejong) testőre
  - Pek Szunghvan (Baek Seung-hwan) (백승환): fiatal Muhjul (Mu-hyul)
- Cshon Hodzsin (Cheon Ho-jin) (천호진): I Szonggje (Yi Seong-gye), később Thedzso (Taejo) király

### További szereplők
- Csong Jumi (Jeong Yu-mi) (정유미): Jonhi (Yeon-hui)
  - Pak Siun (Park Si-eun) (박시은): fiatal Jonhi (Yeon-hui)
- I Dzsihun (Lee Ji-hun) (이지훈): Ho Gang (Heo Gang)
- I Cshohi (Lee Cho-hui) (이초희): Kappun (Gapbun), énekesnő
  - Kvak Csihje (Kwak Ji-hye), fiatal Kappun (Gapbun)
- Pak Hjokkvon (Park Hyeok-gwon) (박혁권): Kil Themi (Gil Tae-mi)/Kil Szonmi (Gil Seon-mi)
- Cshö Dzsongvon (Choi Jong-won) (최종원): I Ingjom (Yi In-gyeom)

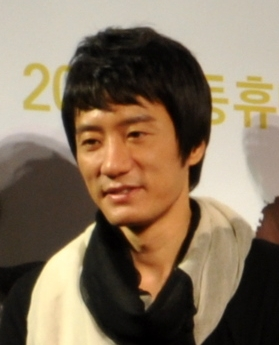
Kim Mjongmin (Kim Myeong-min)
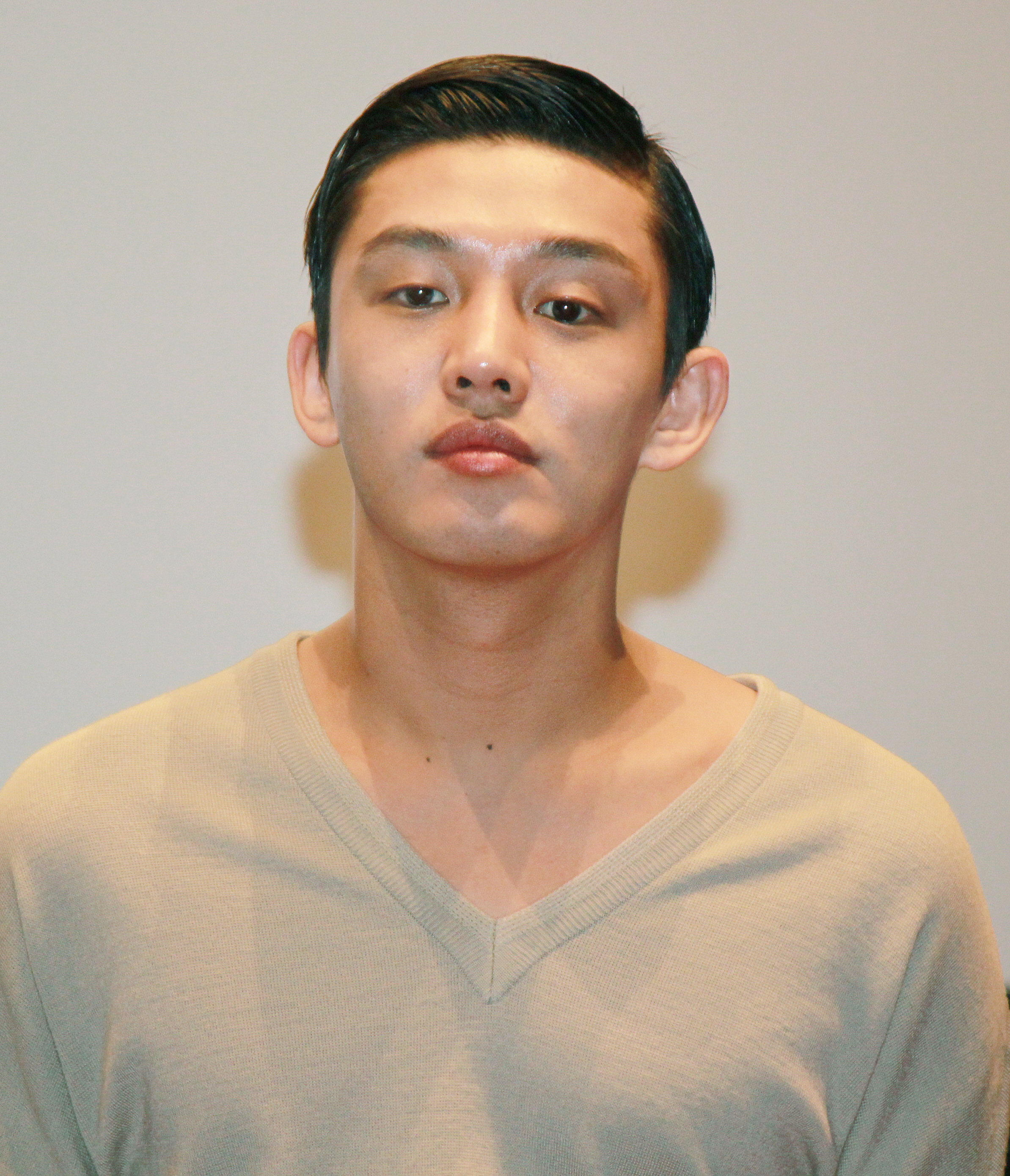
Ju Ain (Yu A-in)
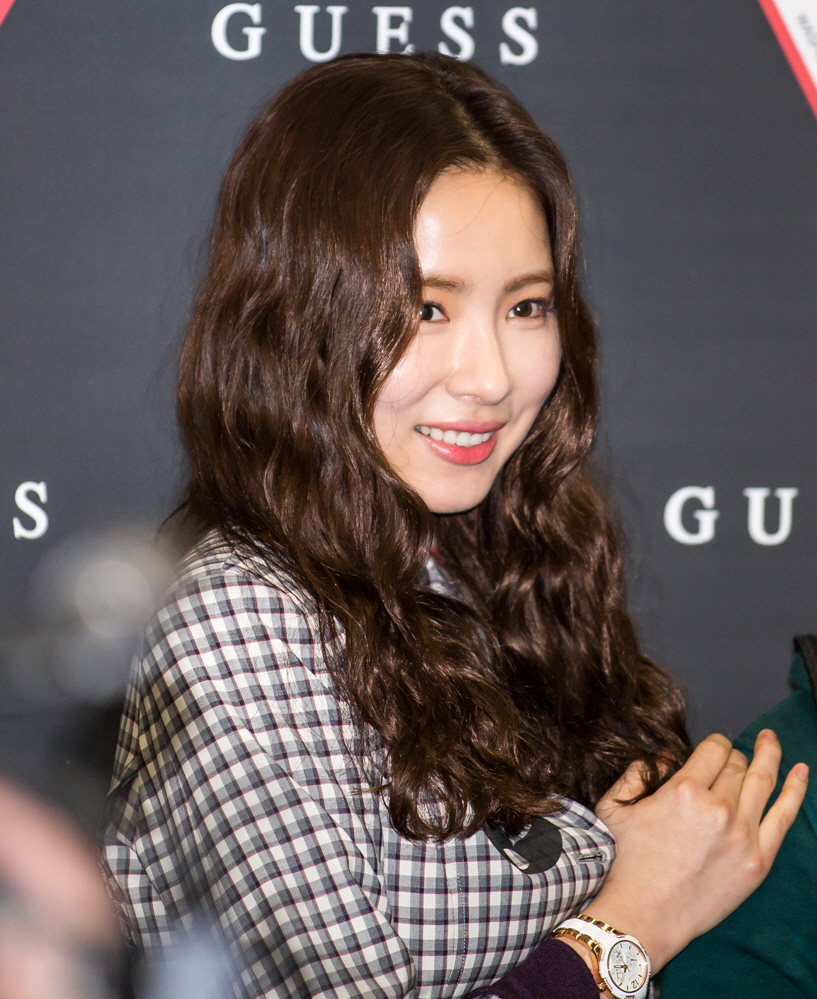
Sin Szegjong (Sin Se-gyeong)
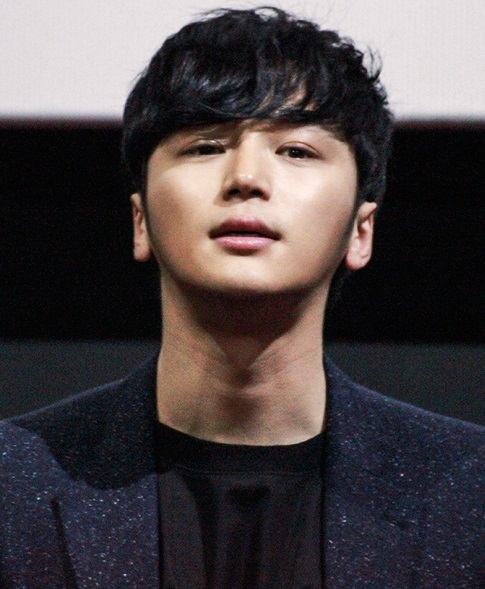
Pjon Johan (Byeon Yo-han)